# Vörösfejű mézevő
A vörösfejű mézevő (Myzomela erythrocephala) a madarak osztályának verébalakúak (Passeriformes) rendjébe és a mézevőfélék (Meliphagidae) családjába tartozó faj.
A magyar név forrással nincs megerősítve, lehet, hogy az angol név tükörfordítása (Red-headed Honeyeater).

## Előfordulása
Ausztrália, Indonézia és Pápua Új-Guinea területén honos.

## Alfajai
- Myzomela erythrocephala dammermani Siebers, 1928
- Myzomela erythrocephala erythrocephala Gould, 1840
- Myzomela erythrocephala infuscata W. A. Forbes, 1879

## Megjelenése
Testhossza 9-11 centiméter, átlagos testsúlya 8 gramm. A felnőtt hím tollazata élénk vörös és fekete színű. A tojó és a fiatal madár fakóbarna és matt fehér színű. Mindkét nemnél a farok rövid és a szem sötét.

## Életmódja
Általában egyedül vagy párban látható. Főleg nektárral táplálkozik, néha gyümölccsel, rovarokkal.

## Szaporodása
Szaporodási ideje júliustól januárig tart. Fészekalja általában 2 tojásból áll, amelyeken csak a tojó költ. A költési idő 12 nap. A fiókák fészekben töltött ideje a kikelés után 12 nap.

## Külső hivatkozás
- Képek az interneten a fajról
- Ibc.lynxeds.com - videó a hímről
- Kép a tojóról